# Abbi Pulling
Abbi Pulling (Gosberton, Reino Unido; 21 de marzo de 2003) es una piloto de automovilismo británica. Es miembro de la Academia Alpine desde marzo de 2022. Compitió en el campeonato de W Series en 2021 y 2022, finalizando en cuarta posición en su segunda temporada. En 2023 resultó quinta en la temporada inaugural de la F1 Academy, donde fue la campeona en 2024. En 2025 disputa el Campeonato GB3 también con Rodin Motorsport.
Es la primera mujer en ganar una carrera en la historia del Campeonato de F4 Británica.

## Carrera

### Inicios
Pulling comenzó a competir en karting en 2013 con 9 años. Desarrolló principalmente su carrera de karting en Gran Bretaña, ganando el Campeonato Nacional Junior TKM Super 1 dos veces en 2017 y 2018.

### Fórmula 4
En 2020, Pulling hizo su debut en monoplaza, compitiendo en el Campeonato de F4 Británica junto a JHR Developments. Terminó la temporada sexta en la clasificación con cuatro podios a su nombre. Volvió a fichar por el mismo equipo de cara a la temporada 2021, con aspiraciones de luchar por el título.

### Eurocopa de Fórmula Renault
A finales de 2020, Pulling hizo una aparición única en la Eurocopa de Fórmula Renault en Imola conduciendo para el equipo de Fernando Alonso. Terminaría ambas carreras en último lugar mientras luchaba por encontrar el ritmo.

### W Series

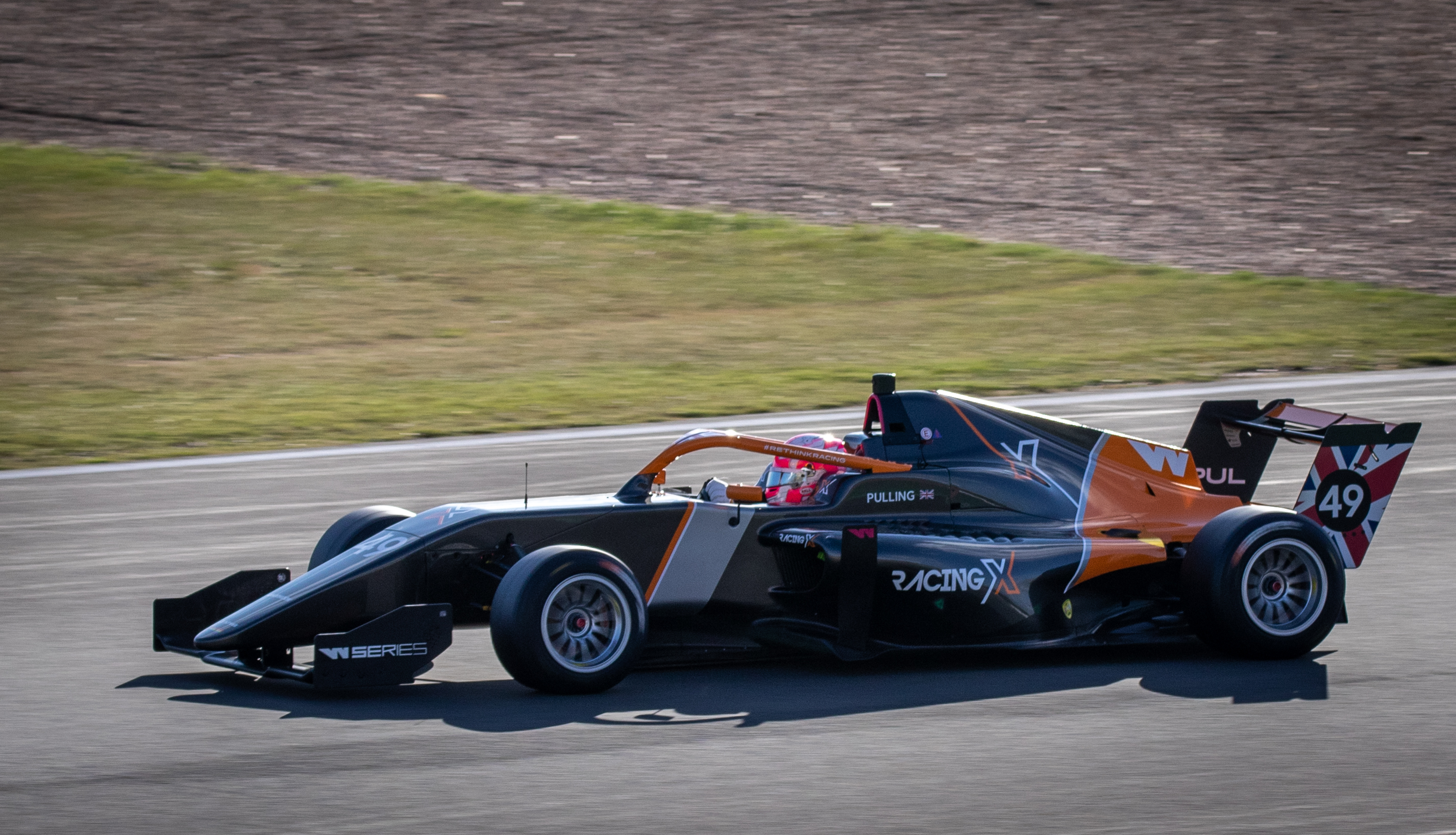
Pulling en el Circuito de Silverstone, 2022.

Después de participar en las pruebas de pretemporada en Anglesey, Gales, Pulling fue anunciada el 11 de junio de 2021 como una de las cinco pilotos de reserva para la segunda temporada del campeonato femenino de Fórmula 3, la W Series.
Debutó en la tercera ronda del campeonato en Silverstone, donde coincidió con su entrenadora Alice Powell. Se clasificó en la pole para la carrera uno de la carrera doble de Austin que finalizaría la temporada y logró su primer podio con el segundo lugar al día siguiente, asegurando así el séptimo lugar en la clasificación y la calificación automática para la temporada 2022.

## Resumen de carrera
| Temporada | Categoría                    | Equipo               | Carreras | Victorias | Poles | VR | Podios | Puntos | Pos. |
| --------- | ---------------------------- | -------------------- | -------- | --------- | ----- | -- | ------ | ------ | ---- |
| 2018      | Campeonato de Ginetta Junior | Total Control Racing | 7        | 0         | 0     | 0  | 0      | 62     | 21.ª |
| 2019      | Ginetta GT5 Challenge        | Race Car Consultants | 18       | 0         | 0     | 0  | 0      | ?      | ?    |
| 2020      | Campeonato de F4 Británica   | JHR Developments     | 26       | 0         | 0     | 0  | 4      | 191.5  | 6.ª  |
| 2020      | Eurocopa de Fórmula Renault  | FA Racing            | 2        | 0         | 0     | 0  | 0      | 0      | NC†  |
| 2021      | Campeonato de F4 Británica   | JHR Developments     | 18       | 0         | 0     | 0  | 3      | 97     | 14.ª |
| 2021      | W Series                     | Puma W Series Team   | 4        | 0         | 1     | 0  | 1      | 40     | 7.ª  |
| 2022      | W Series                     | Racing X             | 7        | 0         | 0     | 2  | 2      | 73     | 4.ª  |
| 2023      | F1 Academy                   | Rodin Carlin         | 21       | 0         | 2     | 4  | 7      | 177    | 5.ª  |
| 2024      | F1 Academy                   | Rodin Motorsport     | 14       | 9         | 10    | 6  | 14     | 338    | 1.ª  |
| 2024      | Campeonato de F4 Británica   | Rodin Motorsport     | 23       | 1         | 0     | 1  | 3      | 130    | 7.ª  |
| Fuente:   |                              |                      |          |           |       |    |        |        |      |

## Resultados

### Eurocopa de Fórmula Renault
(Clave) (negrita indica pole position) (cursiva indica vuelta rápida)

| Año  | Escudería | 1   | 1   | 2    | 2    | 3   | 3   | 4   | 4   | 5   | 5   | 6   | 6   | 7   | 7   | 8    | 8    | 9   | 9   | 10  | 10  | Pos. | Puntos |
| ---- | --------- | --- | --- | ---- | ---- | --- | --- | --- | --- | --- | --- | --- | --- | --- | --- | ---- | ---- | --- | --- | --- | --- | ---- | ------ |
| 2020 | FA Racing | MNZ | MNZ | IMO1 | IMO1 | NÜR | NÜR | MAG | MAG | ZAN | ZAN | BAR | BAR | SPA | SPA | IMO2 | IMO2 | HOC | HOC | LEC | LEC | NC†  | 0      |
| 2020 | FA Racing |     |     |      |      |     |     |     |     |     |     |     |     |     |     | 15   | 16   |     |     |     |     | NC†  | 0      |